# 怡興開發建設
怡興開發建設（怡富機構），成立於1987年，曾經多次國家建設金獎，負責人為宋洪樁，總經理是曾衡新。

## 代表建案
- 台北士林區「玖住章」
- 中山富御
- 台北晴光商圈「金磚密碼」
- 台北民生西路商圈「時尚之星」
- 台北大安區「大安AIT」
- 台北文山區「景涵」
- 台北大直「明水漾」

## 外部連結
- 中山富御